# Museo del Libro Fadrique de Basilea
El Museo del Libro Fadrique de Basilea, también conocido simplemente como el Museo del Libro, fue un espacio museístico situado en la ciudad española de Burgos. Su estructura y obras lo convirtieron en único en el territorio nacional. El Museo del Cid estaba situado en el mismo edificio. A partir de junio de 2022, sus fondos se encuentran en el Museo del Libro radicado en el Archivo del Adelantamiento de Castilla, situado en la localidad de Covarrubias (Burgos).

## Historia
El museo del Libro Fadrique de Basilea fue durante años el gran sueño de Siloé, Arte y Bibliofilia, editorial fundada en 1997 por Juan José García y Pablo Molinero que centra su actividad y sobresale en la recreación facsimilar de los códices y libros que han marcado la historia del hombre. Este museo mostraba su colección en una exposición didáctica con el interés de acercar a sus visitantes este fascinante mundo.
La persona que da nombre al museo, Fadrique de Basilea, fue el impresor más importante de Europa en el siglo xv. Ejerció su profesión en la ciudad de Burgos durante más de treinta años dejando tras de sí una importante estirpe de impresores. De su taller salieron algunos de los incunables más afamados de este periodo, como la primera edición de La Celestina que se recuerda en una placa de piedra situada en un edificio en la escalinata que hay desde la plaza de Santa María, frente a la Catedral de Burgos, que sube hacia la iglesia de San Nicolás y que informa de dónde estuvo situada la imprenta de Fadrique.
El museo abrió sus puertas por primera vez el 23 de julio de 2010. Durante su primer año de apertura, recibió un total de 15.000 visitantes, superándose todas las expectativas iniciales, ya que se trataba de una iniciativa privada.
Los dos museos (del Libro y del Cid) cerraron al público desde el 23 de julio de 2019 hasta el 18 de noviembre de 2019 por diferencias entre los dueños del museo y la Junta de Castilla y León sobre la forma de financiación por parte de la Junta de las exposiciones de las Edades del Hombre, que creían injusta, en comparación con su caso, hasta que esa situación se modificó y con ello los responsables reabrieron el museo.
Finalmente, la editorial Siloé decidió en 2021 clausurar este espacio museístico y desde el 13 de junio del 2022 parte de sus fondos han sido trasladados al Museo del Libro radicado en el Archivo del Adelantamiento de Castilla, situado en la localidad de Covarrubias (Burgos). Además, desde el 18 de junio del 2022, los fondos relacionados con el Cid Campeador, puede visitarse en un nuevo museo llamado Voynich Museum y Museo del Cid, ubicado en la misma dirección del antiguo Museo del Libro Fadrique de Basilea.

## Situación
Los museos del Libro y del Cid estaban situados en pleno centro histórico de la ciudad, en la llamada Travesía del Mercado, entre la plaza Mayor y el paseo del Espolón, muy cerca del palacio de la Diputación Provincial de Burgos.

## Estructura
La visita al museo se iniciaba en la cuarta planta del edificio, desde la cual se iba descendiendo y recorriendo la historia de los libros desde la Prehistoria hasta la Edad Media pasando por la invención de la imprenta.